# ヒロインになろうか!
「ヒロインになろうか!」は、Berryz工房の25枚目のシングル。2011年3月2日にアップフロントワークス（PICCOLO TOWNレーベル）から発売された。

## 概要
- 初回限定盤A・B・Cと通常盤の4形態での発売。初回限定盤A・BはCD＋DVD、初回限定盤Cと通常盤はCDのみ。初回限定盤A・B・Cにはイベント抽選シリアルナンバーカード封入。
- センター及びメインボーカルは熊井友理奈である[要出典]。

## 収録曲
全作詞・作曲：つんく
1. ヒロインになろうか! [4:34]
編曲：大久保薫
2. ヒーロー現る! [4:40]
編曲：板垣祐介
3. ヒロインになろうか! (Instrumental) [4:34]

### 初回限定盤A付属DVD
1. ヒロインになろうか! (Dance Shot Ver.)

### 初回限定盤B付属DVD
1. ヒロインになろうか! (Dance SoloMix Ver.)

## 参加ミュージシャン
ヒロインになろうか!
- プログラミング&キーボード：大久保薫
- ギター：高山一也
- コーラス：竹内浩明・高田あゆみ・松井友里絵

ヒーロー現る!
- プログラミング&ギター：板垣祐介
- コーラス：CHINO・SEISHIN